# Сервий Азиний Целер
Сервий Азиний Целер (на латински: Servius Asinius Celer; † 47 г.) е политик и сенатор на ранната Римска империя.

## Биография
Произлиза от фамилията Азинии. Внук е на историка Гай Азиний Полион и Квинкция. Син в на Гай Азиний Гал (консул 8 пр.н.е.) и Випсания Агрипина, бивша съпруга на Тиберий и дъщеря на дъщеря на Марк Випсаний Агрипа и неговата първа съпруга Помпония Цецилия Атика. Сервий е брат на:
- Гай Азиний Полион (консул през 23 г.), обвинен от Валерия Месалина в заговор и убит през 45 г.
- Марк Азиний Агрипа, консул през 25 г., умира през 26 г.
- Азиний Салонин, умира през 22 г.
- Азиний Гал, през 46 г. е изпратен в изгнание заради заговор против Клавдий.
- Гней Азиний
- и половин брат на Юлий Цезар Друз, син на майка му с Тиберий.

През 38 г. Сервий Азиний Целер е суфектконсул заедно със Секст Ноний Квинтилиан.
Целер е баща на Азиний Гал и Азиния Агрипина. Сенека пише за него в Apocolocyntosis divi Claudii.